# 基謝利夫卡 (里普基區)
52°3′26″N 31°1′10″E / 52.05722°N 31.01944°E
基謝利夫卡（烏克蘭語：Киселівка），是烏克蘭北部的村莊，隸屬切爾尼希夫州的切爾尼希夫區。該村始建於1749年，面積0.4平方公里，海拔高度121米，2001年人口40，人口密度每平方公里100人。